# Tennis in carrozzina ai XVII Giochi paralimpici estivi
Le gare di tennis in carrozzina ai XVII Giochi paralimpici estivi si sono svolte dal 30 agosto al 7 settembre 2024 presso lo Stadio Roland Garros.

## Classificazione
Gli atleti di tennis in carrozzina sono divisi in due classi:
- Open, comprendente gli atleti con disabilità alle gambe ma normale funzionalità delle braccia;
- Quad, per atleti che hanno limitazioni anche al braccio usato nel gioco[1].

## Formato
Le competizioni sono state sei: quattro nella classe Open (singolo e doppio, entrambi divisi in maschili e femminili) e due nella Quad (singolo e di coppia, entrambi misti).

## Calendario
| Tennis in carrozzina ai XVII Giochi paralimpici estivi | Tennis in carrozzina ai XVII Giochi paralimpici estivi | Tennis in carrozzina ai XVII Giochi paralimpici estivi | Tennis in carrozzina ai XVII Giochi paralimpici estivi | Tennis in carrozzina ai XVII Giochi paralimpici estivi | Tennis in carrozzina ai XVII Giochi paralimpici estivi | Tennis in carrozzina ai XVII Giochi paralimpici estivi | Tennis in carrozzina ai XVII Giochi paralimpici estivi | Tennis in carrozzina ai XVII Giochi paralimpici estivi | Tennis in carrozzina ai XVII Giochi paralimpici estivi | Tennis in carrozzina ai XVII Giochi paralimpici estivi | Tennis in carrozzina ai XVII Giochi paralimpici estivi | Tennis in carrozzina ai XVII Giochi paralimpici estivi | Tennis in carrozzina ai XVII Giochi paralimpici estivi | Tennis in carrozzina ai XVII Giochi paralimpici estivi |
| Classe                                                 | Torneo                                                 | Data                                                   | Data                                                   | Data                                                   | Data                                                   | Data                                                   | Data                                                   | Data                                                   | Data                                                   | Data                                                   | Data                                                   | Data                                                   | Data                                                   | Data                                                   |
| Classe                                                 | Torneo                                                 | Ven 30                                                 | Sab 31                                                 | Dom 1                                                  | Lun 2                                                  | Mar 3                                                  | Mer 4                                                  | Mer 4                                                  | Gio 5                                                  | Gio 5                                                  | Ven 6                                                  | Ven 6                                                  | Sab 7                                                  | Sab 7                                                  |
| ------------------------------------------------------ | ------------------------------------------------------ | ------------------------------------------------------ | ------------------------------------------------------ | ------------------------------------------------------ | ------------------------------------------------------ | ------------------------------------------------------ | ------------------------------------------------------ | ------------------------------------------------------ | ------------------------------------------------------ | ------------------------------------------------------ | ------------------------------------------------------ | ------------------------------------------------------ | ------------------------------------------------------ | ------------------------------------------------------ |
| Open                                                   | Singolo maschile                                       | 1ºT                                                    |                                                        | 2ºT                                                    | 3ºT                                                    |                                                        | QF                                                     | QF                                                     | SF                                                     | SF                                                     |                                                        |                                                        | B                                                      | F                                                      |
| Open                                                   | Singolo femminile                                      |                                                        | 1ºT                                                    |                                                        | 2ºT                                                    | QF                                                     | SF                                                     | SF                                                     |                                                        |                                                        | B                                                      | F                                                      |                                                        |                                                        |
| Open                                                   | Doppio maschile                                        |                                                        | 1ºT                                                    | 2ºT                                                    |                                                        | QF                                                     | SF                                                     | SF                                                     |                                                        |                                                        | B                                                      | F                                                      |                                                        |                                                        |
| Open                                                   | Doppio femminile                                       | 1ºT                                                    |                                                        | QF                                                     |                                                        | SF                                                     |                                                        |                                                        | B                                                      | F                                                      |                                                        |                                                        |                                                        |                                                        |
| Quad                                                   | Singolo misto                                          |                                                        | 1ºT                                                    |                                                        | QF                                                     | SF                                                     |                                                        |                                                        | B                                                      | F                                                      |                                                        |                                                        |                                                        |                                                        |
| Quad                                                   | Doppio misto                                           | QF                                                     |                                                        | SF                                                     |                                                        |                                                        | B                                                      | F                                                      |                                                        |                                                        |                                                        |                                                        |                                                        |                                                        |

| T | Turni preliminari | QF | Quarti di finale | SF | Semifinali | B | Finale medaglia di bronzo | F | Finale medaglia d'oro |

## Podi
| Evento            | Oro                                    | Argento                                    | Bronzo                                        |
| ----------------- | -------------------------------------- | ------------------------------------------ | --------------------------------------------- |
| Singolo maschile  | Tokito Oda                             | Alfie Hewett                               | Gustavo Fernández                             |
| Singolo femminile | Yui Kamiji                             | Diede de Groot                             | Aniek van Koot                                |
| Doppio maschile   | Gran Bretagna Gordon Reid Alfie Hewett | Giappone Takuya Miki Tokito Oda            | Spagna Daniel Caverzaschi Martín de la Puente |
| Doppio femminile  | Giappone Yui Kamiji Manami Tanaka      | Paesi Bassi Diede de Groot Aniek van Koot  | Cina Guo Luoyao Wang Ziying                   |
| Quad singolo      | Niels Vink                             | Sam Schröder                               | Guy Sasson                                    |
| Quad doppio       | Paesi Bassi Sam Schröder Niels Vink    | Gran Bretagna Andy Lapthorne Gregory Slade | Sudafrica Donald Ramphadi Lucas Sithole       |